# Leonard McCoy
Leonard Horatio McCoy is de eerste scheepsarts in de televisieserie Star Trek: The Original Series. Zijn bijnaam is Bones en er wordt vaak naar hem gerefereerd als Bones McCoy of Dr. McCoy. De rol werd vertolkt door de Amerikaanse acteur DeForest Kelley en vanaf 2009 door Karl Urban.

## Geschiedenis en karakter
In de originele Star Trek-serie was hij een van de drie belangrijke personages: de menselijke tegenhanger van de logische Spock; hij was in staat tot veel compassie, maar was ook eigenzinnig, wantrouwig, irrationeel, afwijzend tegenover geavanceerde technologie (met name de transporter, waar hij weinig vertrouwen in had) en bij bepaalde gelegenheden zelfs vooringenomen met betrekking tot Spocks gedeeltelijke Vulcan-afkomst. Hij was de enige 'zuiderling' tussen de raciaal en etnisch gemengde bemanning van de USS Enterprise NCC-1701.
McCoy klaagde vaak over technologische ontwikkelingen in de medische sector en legde een voorkeur aan de dag voor "goede ouderwetse plattelandsgeneeskunde", maar toen hij daadwerkelijk traditionele geneeskunde tegenkwam tijdens een reis naar de jaren tachtig in Star Trek IV: The Voyage Home reageerde hij woedend en verontwaardigd op de primitieve "middeleeuwse" technieken.
Dr. McCoy is een begaafd arts die zelfs succesvol in staat is levensvormen te behandelen met een voor hem onbekende fysiologie, zoals de Horta.

## Biografie
Leonard McCoy werd geboren in 2227. Op de universiteit had hij iets met de Trill Emony Dax. Vroeg in zijn carrière pleegde hij euthanasie op zijn terminaal zieke vader David McCoy. Tot zijn grote ontzetting werd net daarna een medicijn voor die ziekte uitgevonden, waardoor hij jaren met schuldgevoelens rondliep. In 2265 was stond hij aan het hoofd van de medische dienst op de planeet Capella. Een jaar later kwam hij in dienst op de Enterprise, onder commando van kapitein James T. Kirk.
In 2268 werd bij hem de dodelijke ziekte xenopolycythemia vastgesteld. Hij nam ontslag uit Starfleet en wilde gaan trouwen met de Yonada-hogepriesteres Natira. Nadat op haar planeet een medicijn tegen zijn ziekte werd gevonden, besloot hij haar te verlaten en weer in dienst te treden. Na de vijfjarige ruimte-exploratiemissie van de Enterprise nam McCoy ontslag, maar hij keerde in 2271 terug op de Enterprise op verzoek van kapitein Kirk om de dreiging van V'ger het hoofd te bieden. Tot 2285 was hij leraar op de Aardse Starfleet Academie.

## Belangrijkste optredens in films en series
In de film Star Trek II: The Wrath of Khan offert Spock zijn leven op om de Enterprise te redden en gaat zijn geest door middel van een Vulcan Mind Meld over in het hoofd van Dr. McCoy.
In Star Trek III: The Search for Spock blijkt Spock te zijn herboren en wordt alles weer normaal.
In Star Trek VI: The Undiscovered Country probeert hij het leven van Klingon kanselier Gorkon te redden, maar wordt samen met Kirk voor moord veroordeeld wanneer deze overlijdt. Ze worden veroordeeld tot levenslange opsluiting in de Klingon strafkolonie Rura Penthe, maar kunnen al vrij snel ontsnappen.
In de serie Star Trek: The Next Generation bezoekt Leonard McCoy, die nu admiraal is, in 2363 het nieuwe ruimteschip USS Enterprise NCC-1701D.
In de latere serie Star Trek: Voyager wordt Dr. McCoy nog genoemd met betrekking tot zijn boek over de menselijke lichaamsbouw.

## Beroemde McCoy-uitspraken
- "I'm a doctor, not a bricklayer" (vaak gezegd, ook met andere beroepen)
- "He's dead, Jim"
- "That greenblooded son of a bitch. It's his revenge for all the arguments he lost."
- "Spock, you haven't changed a bit. You're just as warm and sociable as ever."
- "This is not about age and you know it. It's about you flying a goddamn computer console when you wanna be out there hoppin' galaxies."
- "Dialysis? My god, what is this: The dark ages?"
- "You'll have a great time, Bones. You'll enjoy your shore leave. You'll be able to relax. You call this relaxing, I'm a nervous wreck. If I'm not careful I'll end up talking to myself."
- "Why is any object we don't understand always called 'a thing'."
- "Are you out of your Vulcan mind..?"